# 绒布冰川
绒布冰川（又译：隆巴克冰川）位于中国西藏的喜马拉雅山脉裡。这冰川有两条支流：东绒布冰川和西绒布冰川。绒布冰川向北流，形成珠穆朗瑪峰北面的绒布山谷。绒布冰川起源于珠穆朗瑪峰。
世界上海拔最高的绒布寺部署于绒布山谷的北面。
这冰川一般被攀登队用于抵达珠穆朗瑪峰北面的珠峰大本营。从那，攀登队可以到达珠峰北坡。
1921年，乔治·马洛里是第一位抵达绒布山谷的西方探测员。他当时是代表英帝国为寻找登珠峰的路线和巡逻珠峰地区而来。

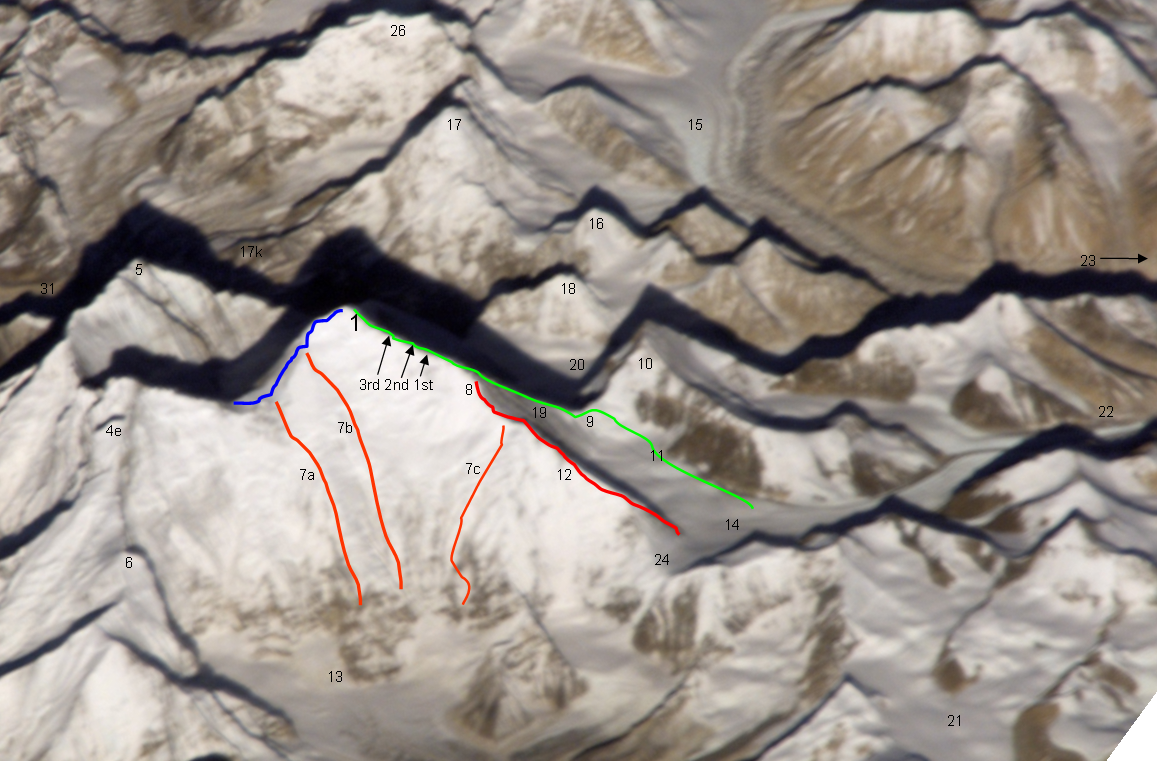
各種攀登路徑，图中标示9是北坳，标示13是卓穷冰川，标示14是東絨布冰川，标示15是西絨布冰川，标示16是凌川峰，标示17是普莫里峰，标示18是坤布崎峰，标示20是中絨布冰川，标示24是热补拉山坳(Raphu La, Rapiu La)，标示28是(Chumbu Peak)

动画，比较1990年于2000年珠峰北面的絨布冰川。

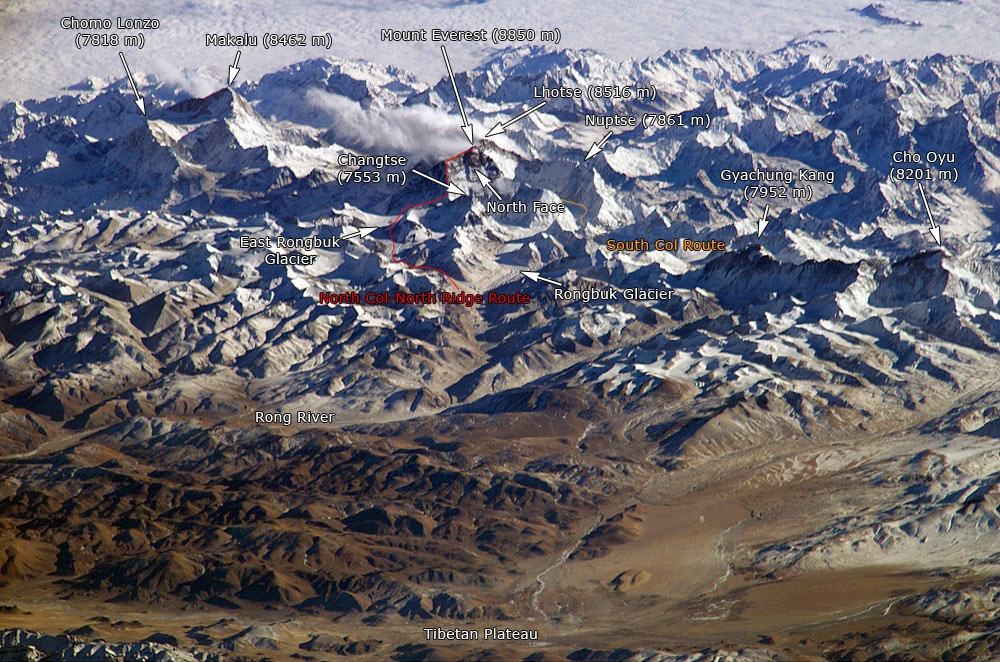
绒布冰川和珠穆朗瑪峰，从国际太空站而拍照。

## 画廊

动画，比较1990年于2000年珠峰附近的冰盖。
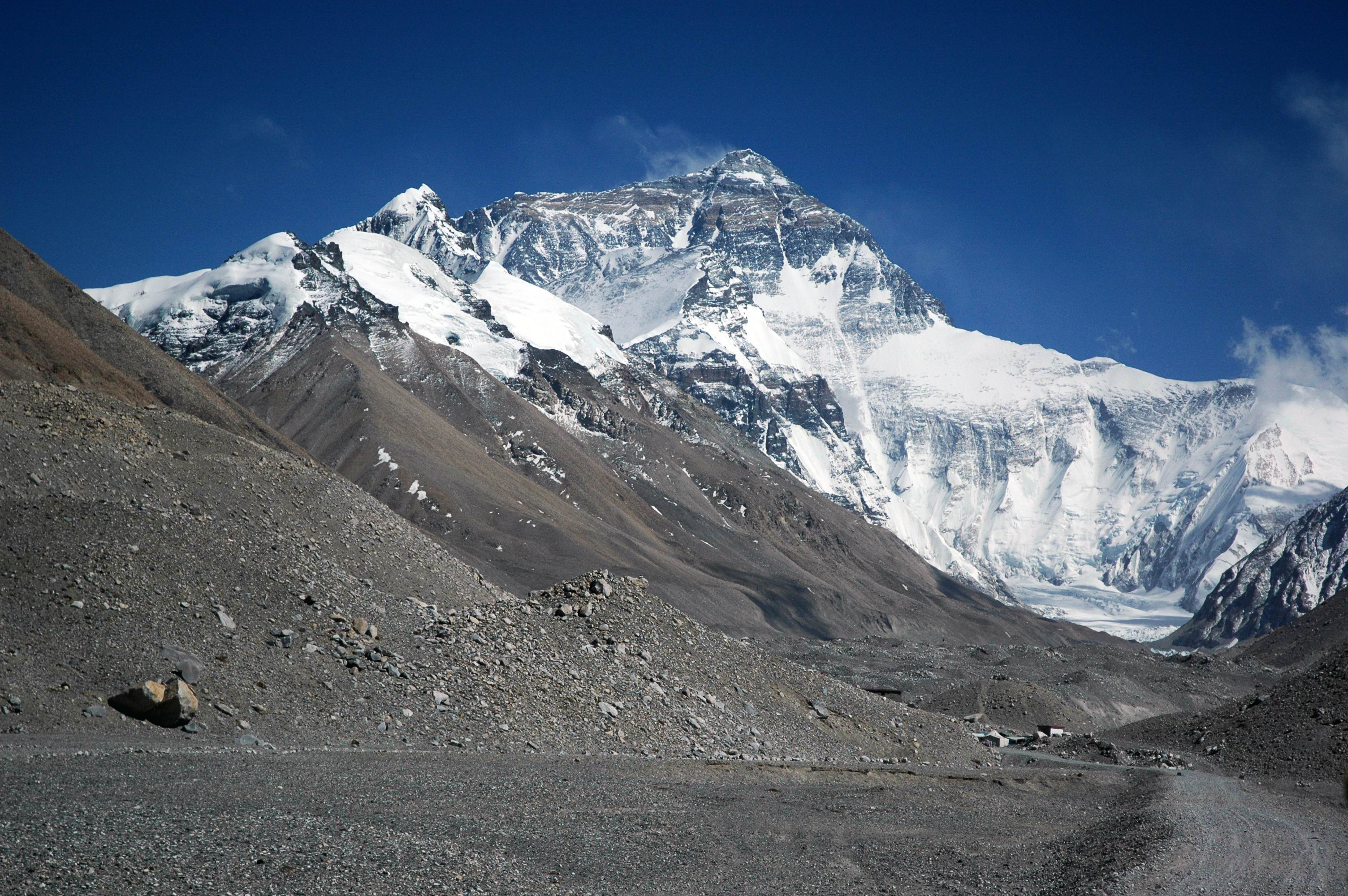
珠峰和绒布山谷，从绒布冰川角度。
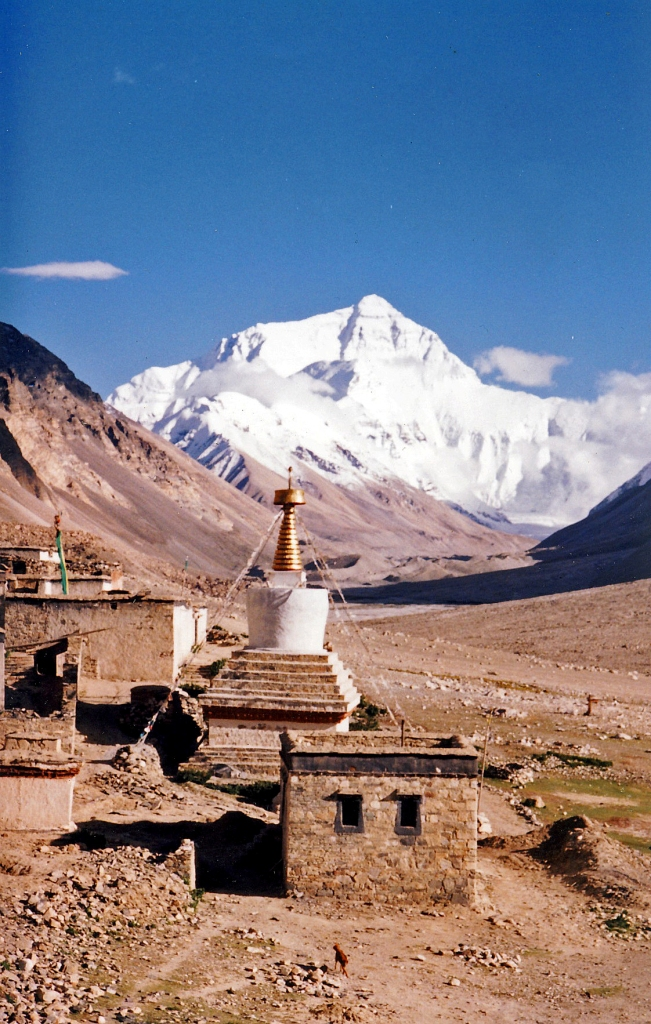
珠峰和绒布寺。